# Emily Robinson (rugby à XV, 1993)
Pour l'actrice, voir Emily Robinson.
Pour la joueuse anglaise de rugby, voir Emily Robinson (rugby à XV, 2000).
Pour les articles homonymes, voir Robinson.
Pas d'image ? Cliquez ici

a Compétitions nationales et continentales officielles uniquement.

b Matchs officiels uniquement.
Emily Robinson, née le 6 février 1993 à Manchester (Angleterre), est une joueuse internationale australienne de rugby à XV évoluant au poste de pilier. Elle joue aux Waratahs.

## Biographie
Emily Robinson naît le 6 février 1993 à Manchester en Angleterre.
En 2022, elle joue pour les Waratahs de Sydney. Elle compte 14 sélections en équipe d'Australie quand elle est retenue en septembre 2022 pour disputer la Coupe du monde en Nouvelle-Zélande.
À l'issue de la saison 2024 du Super Rugby Women's remportée par son équipe des Waratahs, elle n'est pas appelée par la nouvelle sélectionneuse Joanne Yapp des Wallaroos pour la préparation des Pacific Four Series 2024.

## Palmarès
- Vainqueur du Super Rugby Women's en 2018, 2019, 2020, 2021, 2024 et 2025.